# Gle Lhoh
Gle Lhoh är ett berg i Indonesien.   Det ligger i provinsen Aceh, i den västra delen av landet, 1 800 km nordväst om huvudstaden Jakarta. Toppen på Gle Lhoh är 375 meter över havet, eller 304 meter över den omgivande terrängen. Bredden vid basen är 3,5 km.
Terrängen runt Gle Lhoh är varierad. Havet är nära Gle Lhoh västerut.Runt Gle Lhoh är det ganska tätbefolkat, med 149 invånare per kvadratkilometer.